# 豪林包
豪林包（匈牙利語：Halimba，匈牙利語發音：[ˈhɒlimbɒ]）是匈牙利维斯普雷姆州所辖的一个村。根据2010年1月1日数据，该村总面积12.62平方公里，总人口1096，人口密度86.8人/平方公里。